# Асавтамак
Асавтама́к (рос. Асавтамак, башк. Аҫаутамаҡ) — присілок у складі Бураєвського району Башкортостану, Росія. Входить до складу Тепляківської сільської ради.
Населення — 100 осіб (2010; 145 у 2002).
Національний склад:
- башкири — 63 %
- удмурти — 28 %